# Mikhail Kuznetsov
Mikhail Kuznetsov (em russo:  ruМихаил Николаевич Кузнецов, Nizhny Tagil, Ecaterimburgo, 14 de maio de 1985) é um canoísta de slalom russo na modalidade de canoagem.

## Carreira
Foi vencedor da medalha de bronze em slalom C-2 em Pequim 2008, junto com o seu colega de equipa Dmitry Larionov.